# Henry Duncan McClaren Aberconway
Lorde Henry Duncan McClaren Aberconway (Richmond, Londres, 16 de abril de 1879 - Hiraethog, 23 de maio de 1953) foi um político, industrial e horticultor britânico.